# BSMG
BSMG (Abkürzung für Black Superman Group) ist eine deutsche Hip-Hop-Supergroup, bestehend aus den beiden Rappern Megaloh und Musa sowie dem Produzenten Ghanaian Stallion.

## Bandgeschichte
Die Black Superman Group gründete sich 2017. Die drei Mitglieder der Gruppe verstehen sich als musikalisches Movement, das den Kontinent Afrika wieder ins Bewusstsein der Menschen zurückbringen möchte. Daher handelt es sich beim ersten Tonträger Platz an der Sonne auch um ein Konzeptalbum, das die Themen Kolonialgeschichte, Sklaverei, Heimat und den Alltagsrassismus in Deutschland behandelt.
Platz an der Sonne erschien am 22. September 2017 über Nesola Universal Music. Als Gäste waren Fonz, Joy Denalane, Chima Ede, Amewu und der ugandische Sänger Maro vertreten. Das Album erreichte Platz 38 der deutschen Charts und Platz 88 der Schweizer Musikcharts. In den Juice-Jahrescharts konnte sich das Album auf Platz 8 der Alben national platzieren.

## Musikstil
Musikalisch beeinflusst wurde das erste Album durch Ghanaian Stallions Afrotrap-Produktionen. Für das thematische Konzept nahm sich die Band anleihen bei Outkasts Atliens, Snoop Dogg, 2Pac und Bob Marley, aber auch deutschen Produktionen wie Afrobs Made in Germany und Daniel X von D-Flame.

## Diskografie
- 2017: Platz an der Sonne (Nesola Universal Music)